# Claudette Werleigh

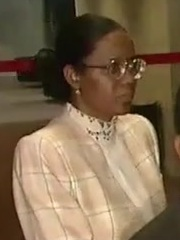
Claudette Werleigh, 1973

Claudette Antoine Werleigh (* 26. September 1946) war vom 7. November 1995 bis zum 7. Februar 1996 die erste Premierministerin von Haiti.

## Leben
Claudette Werleigh wurde in Haiti als Tochter einer wohlhabenden Geschäftsfamilie geboren. Trotz ihrer privilegierten Herkunft wurde sie früh mit den sozialen Ungleichheiten in ihrem Land konfrontiert. Diese Erfahrungen prägten ihren späteren Lebensweg stark. Werleigh engagierte sich früh im Bereich der Erwachsenenbildung und gründete eine Schule für Erwachsene und ländliche Bauern in Haiti. Diese Schule blieb über Jahrzehnte hinweg ein wichtiger Anlaufpunkt für Bildung, selbst in Zeiten politischer Unruhen, Naturkatastrophen und Epidemien. Werleigh studierte Rechts- und Wirtschaftswissenschaft in den USA, der Schweiz und in Haiti. 
Während der Diktatur von Jean-Claude Duvalier war sie zehn Jahre lang Generalsekretärin der haitianischen Caritas, wo sie Hilfsmaßnahmen, Bürgerbildung und die Förderung der Menschenrechte koordinierte. Sie übte diese Rolle von 1976 bis 1987 aus. Ihr Einstieg in die Politik begann 1990, als sie Teil einer breiten demokratischen Konsensregierung wurde. Nach einem Putsch im Jahr 1991 erkannte sie die Notwendigkeit, sich nicht nur für Gerechtigkeit, sondern auch für Frieden einzusetzen.
Werleighs politische Karriere führte sie von 1992 bis 1993 als Exekutivdirektorin des Washington Office on Haiti. Im September 1993 wurde sie designierte Außenministerin der Exil-Regierung Haitis. Von 1993 bis 1995 wirkte sie als Außen- und Religionsministerin von Haiti und 1995/1996 war sie drei Monate lang Premierministerin des Landes. Im Jahr 1995 schrieb sie Geschichte, indem sie Haitis erste Premierministerin wurde. Ab 2007 war Werleigh Generalsekretärin von Pax Christi International.

## Wirken
Werleigh machte sich durch ihre Arbeit in der Friedens- und Konfliktlösung international einen Namen. Sie war Leiterin für Konflikttransformation beim Life and Peace Institute in Schweden und Generalsekretärin der katholischen Friedensbewegung Pax Christi International.
In ihrer Zeit als Premierministerin (1995/1996) beendete ihre Regierung die von internationalen Finanzinstitutionen geforderte Privatisierung staatseigener Betriebe, was zu einem politischen und wirtschaftlichen Konflikt führte. Nach ihrer Amtszeit setzte sie sich kritisch mit der politischen Situation in Haiti auseinander und betonte die Notwendigkeit der Teilhabe der Bevölkerung an politischen Entscheidungsprozessen. Sie kritisierte sowohl das mangelnde Führungsverhalten des Präsidenten als auch das Fehlen der breiten Bürgerbeteiligung.
Werleigh betonte stets die Bedeutung von Bildungs- und Entwicklungsprogrammen, insbesondere für benachteiligte Bevölkerungsgruppen. Ihre Vision umfasste zur Entwicklung nachhaltiger und partizipativer Lösungen eine stärkere Einbindung von Basis- und Arbeiterorganisationen in politische Prozesse.